# Parnassia tibetana
Parnassia tibetana är en benvedsväxtart som beskrevs av Z.P. Jien och Tsue Chih Ku. Parnassia tibetana ingår i släktet Parnassia och familjen Celastraceae. Inga underarter finns listade.